# Tetriginae
Sous-famille
Les Tetriginae sont une sous-famille d'insectes orthoptères de la famille des Tetrigidae.
Ce sont des criquets géophiles, leurs élytres (ou tegmina) sont réduits à de petites écailles, les ailes sont généralement bien développées. Ils sont actifs toute l'année dans les régions au climat favorable (ensoleillement suffisant); se nourrissent de poacées (graminées), mousses et lichens trouvés sur des sols à végétation souvent peu dense. Ne stridulent pas; certaines espèces affectionnent la proximité de l'eau.

## Distribution
Les espèces de cette famille se rencontrent sur tous les continents.

## Classification
Selon Orthoptera Species File (11 juillet 2018) :
- tribu Dinotettigini Günther, 1979
  - genre Afrocriotettix Günther, 1938
  - genre Dinotettix Bolívar, 1905
  - genre Ibeotettix Rehn, 1930
  - genre Lamellitettix Hancock, 1904
  - genre Marshallacris Rehn, 1948
  - genre Pseudamphinotus Günther, 1979
- tribu Tetrigini Rambur, 1838
  - genre Clinotettix Bey-Bienko, 1933
  - genre Coptotettix Bolívar, 1887
  - genre Euparatettix Hancock, 1904
  - genre Exothotettix Zheng & Jiang, 1993
  - genre Hydrotetrix Uvarov, 1926
  - genre Paratettix Bolívar, 1887
  - genre Tetrix Latreille, 1802
  - genre Thibron Rehn, 1939
- tribu indéterminée
  - genre Aalatettix Zheng & Mao, 2002
  - genre Agkistropleuron Bruner, 1910
  - genre Alulatettix Liang, 1993
  - genre Bannatettix Zheng, 1993
  - genre Bienkotetrix Karaman, 1965
  - genre Carolinotettix Willemse, 1951
  - genre Clypeotettix Hancock, 1902
  - genre Coptottigia Bolívar, 1912
  - genre Ergatettix Kirby, 1914
  - genre Formosatettix Tinkham, 1937
  - genre Formosatettixoides Zheng, 1994
  - genre Hedotettix Bolívar, 1887
  - genre Leptacrydium Chopard, 1945
  - genre Macquillania Günther, 1972
  - genre Micronotus Hancock, 1902
  - genre Neocoptotettix Shishodia, 1984
  - genre Neotettix Hancock, 1898
  - genre Nomotettix Morse, 1894
  - genre Ochetotettix Morse, 1900
  - genre Sciotettix Ichikawa, 2001
  - genre Stenodorsus Hancock, 1906
  - genre Teredorus Hancock, 1907
  - genre Tettiella Hancock, 1909
  - genre Tettiellona Günther, 1979
  - genre Xiaitettix Zheng & Liang, 1993
  - genre †Succinotettix Piton, 1938

## Publication originale
- Rambur, 1838 : Faune entomologique de l'Andalousie. (texte intégral).